# خشاب (اندیمشک)
خشاب (اندیمشک)، روستایی از توابع بخش الوار گرمسیری شهرستان اندیمشک در استان خوزستان ایران است.
ساکنین این روستا تیره های طایفه قلاوند مثل تتر، چارباووه و... می باشند.

## جمعیت
این روستا در دهستان قیلاب قرار دارد و براساس سرشماری مرکز آمار ایران در سال ۱۳۹۵، جمعیت آن ۱۵۲ نفر (۴۰ خانوار) بوده‌است.